# Evaza quatei
Evaza quatei är en tvåvingeart som beskrevs av James 1969. Evaza quatei ingår i släktet Evaza och familjen vapenflugor. Inga underarter finns listade i Catalogue of Life.